# Prionospio wambiri
Prionospio wambiri är en ringmaskart som beskrevs av Wilson 1990. Prionospio wambiri ingår i släktet Prionospio och familjen Spionidae.
Artens utbredningsområde är havet kring Nya Zeeland. Inga underarter finns listade i Catalogue of Life.